# Molí de la Fàbrega (Aiguamúrcia)
El Molí de la Fàbrega és una obra d'Aiguamúrcia (Alt Camp) inclosa a l'Inventari del Patrimoni Arquitectònic de Catalunya.

## Descripció
Edifici exteriorment bastant ben conservat i de dintre totalment reformat, per sota l'edifici s'hi veuen dos desaigües, el que fa suposar que hi funcionaven dues moles, actualment desaparegudes. Es troba sota mateix de la masia del mateix nom i a prop de la població del Pla de Manlleu.